# قامیساقتی
قامیساقتی (قزاقی: Қамысақты) یک رود در استان قزاقستان شمالی کشور قزاقستان است.